# Azilal (província)
Azilal é uma província de Marrocos, que pertence administrativamente a região de Béni Mellal-Khénifra.

## Geografia
- Superfície: 10.050 km²[1]
- população total:554.001 habitantes (censo de 2014)[1]
- População total: 454 914 habitantes (censo de 1994)
- População urbana: 61 973 habitantes (censo de 1994)
- População rural: 392 941 habitantes (censo de 1994)
- Densidade: 46 hab/km².

## Cidades Importantes
- Afourar: 12 407[2] hab. (2006)
- Azilal: 30 023 hab. (2006)
- Aït-Attab: 5 708 hab. (2006)
- Bzou: 4 291 hab. (2006)
- Demnate: 24 725 hab. (2006)
- Foum Jamaa: 5 435 hab. (2006)
- Ouaouizeght: 9 213 hab. (2006)

## Divisão administrativa
A província de Asilal consta de 2  prefeituras e 42 comunas:

### Municípios (prefeituras)
- Azilal
- Demnate

### Comunas
| - Afourar - Agoudi N'Lkhaïr - Aït Abbas - Aït Blal - Aï Bou Oulli - Aït Majden - Aït Mazigh - Aït M'Hamed - Aït Ouaarda - Aït Oumdis - Aït Ouqabli - Aït Taguella - Aït Tamlil - Anergui - Anzou - Bin El Ouidane - Bni Ayat - Bni Hassane - Bzou - Foum Jamaa - Imlil - Isseksi - Moulay Aïssa Ben Driss - Ouaouizeght - Ouaoula | - Rfala - Sidi Boulkhalf - Sidi Yacoub - Tabant - Tabaroucht - Tabia - Tagleft - Tamda Noumercid - Tanant - Taounza - Tidili Fetouaka - Tiffert N'Aït Hamza - Tifni - Tilougguite - Timoulilt - Tisqi - Zaouiat Ahansal |